# Kelechi Iheanacho
Kelechi Promise Iheanacho (født 3. oktober 1996 i Imo, Nigeria) er en nigeriansk fodboldspiller, der spiller som Angriber (fodbold) hos Leicester City og Nigerias landshold.
Iheanacho kom fra Manchester Citys egen ungdomsafdeling og begyndte for alvor at få sit gennembrud på førsteholdet i 15/16 sæsonen, hvor han blev en fast del af truppen under manager Manuel Pellegrini. Iheanacho scorede sit første mål i ligaen den 12. september 2015 imod Crystal Palace i en 1-0 sejr. Han scorede sit første hattrick i karrieren på professionelt plan i en 4-0 sejr over Aston Villa den 30. januar 2016 i FA Cup, i samme kamp lagde han også optil Raheem Sterlings mål.
I slutningen af 15-16 sæsonen i engelske liga, var Iheanacho den spiller som endte med det bedste scoringsgennemsnit målt på tid i hele liga og et af de bedste i hele europa. 93,9 minutter lå dette gennemsnit på. Hver at bemærke er samtidig også, at han ofte først kom ind fra bænken, som indskifter.

## Landshold
Iheanaco har været omkring landsholdet i Nigeria siden 13 års alderen. Hans første rigtige turnering var dog U17 Mesteskabstuneringen i Afrika i år 2013, hvor han imponerede ved blandt andet at score et hattrick. Han har efterfølgende også repræsenteret Nigerias U20 landshold, for derefter at få debut på A-landsholdet i 2015.